# Achille Bacher
Achille Alberto Bacher, född 27 april 1900 i Formazza i Piemonte, död där 2 mars 1972, var en italiensk vinteridrottare som var aktiv inom längdskidåkning under 1920-talet. Han medverkade vid olympiska vinterspelen 1924 i längdskidåkning 18 kilometer, han kom på tjugoförsta plats.